# سونسوناتي، السلفادور
سونسوناتي، السلفادور هي، في السلفادور، تتبع إدارة سونسونات، بلغ عدد سكانها 110,501 نسمة، تبلغ مساحتها 232.53 كيلومتر مربع.

## أعلام
- رافائيل أريفالو
- ماريو إلياس جيفارا
- خوليو ريفيرا أدلبرتو كاربالو
- كريستيان سانشيز
- أوسكار أوسوريو